# Viola bacia tutti
(Samuele)
Viola bacia tutti è un film del 1998 diretto da Giovanni Veronesi.

## Trama
Samuele, Max e Nicola, tre non più giovani mammoni sui trent'anni abbondanti, partono a bordo del loro camper per una vacanza estiva senza una meta precisa. Un giorno a Rimini sull'Adriatico per vedere il sole sorgere, quindi a Viareggio sul Tirreno per vedere il sole tramontare. Ma mentre stanno per uscire da Roma, Viola, una ragazza che ha appena rapinato un negozio di numismatica e filatelia, si intrufola nel camper per sfuggire alla polizia. Sale sul tetto e lì rimane nascosta, finché, alla prima sosta, quando i ragazzi escono, si fa vedere, li minaccia con la pistola e li prende come ostaggi. All'inizio, di fronte alla pistola puntata, i tre pensano bene di non contraddirla. Poi, lungo strade poco frequentate tra Marche e Toscana, Viola si dimostra un po' impacciata, tutt'altro che violenta e i quattro cominciano a parlare tra loro.
Viola allora rivela che ha il compito di consegnare il bottino della rapina, alcune monete di inestimabile valore, a ricettatori di sua conoscenza. Dopo qualche perplessità, i ragazzi, tutti e tre attratti dalla sua bellezza, si lasciano convincere e decidono di aiutarla e accompagnarla. Comincia un'avventura che li porta a conoscere luoghi e persone che non avrebbero mai pensato di incontrare. Dopo aver incontrato una certa Sibilla, ricettatrice, arrivano al nord, nella fattoria di uno strano tipo, Giotto, la cui segretaria, Amanda, dà loro istruzioni di recarsi in Svizzera per lo scambio conclusivo tra monete e denaro. Qui giunti, si accorgono che i maiali, tra i quali avevano nascosto la refurtiva per passare la dogana, hanno mangiato le monete. Tutto è finito, insieme tornano al viaggio tra Rimini e Viareggio quindi si separano. I ragazzi riprendono la strada del ritorno con il camper ma Viola, a loro insaputa, è di nuovo sul tetto.

## Produzione
Il film è stato girato quasi interamente nella Maremma grossetana, tra cui le località di Batignano, Macchiascandona, Punta Ala, Cala di Forno. Alcune scene sono state girate sull'Appennino umbro-marchigiano, nei comuni di Cagli (PU), Scheggia (PG), Serra Sant'Abbondio (PU) San Lorenzo in Campo (PU) e Pergola (PU), e nel comune di Pieve di Coriano (MN). Una scena che, nel film, dovrebbe mostrare la spiaggia di Rimini, è stata in realtà girata a Viareggio (LU), di cui si riconoscono alcuni particolari del lungomare.
Nel film compare anche in un cameo, girato presso il castello di Punta Ala, Leonardo Pieraccioni nel ruolo di un turista che chiede informazioni a Ceccherini e Papaleo riguardo a una spiaggia (all'altezza dei bagni di Osa, in provincia di Grosseto).

## Musiche
Il brano di chiusura è Fate on screen. Composto da Pivio, A. De Scalzi e M. Odino è cantato da Costanza Francavilla.